# Championnat d'Europe de badminton par équipes mixtes 2009
Navigation
Herning 2008 Amsterdam 2011
La 20e édition du Championnat d'Europe de badminton par équipes mixtes, se tient à Liverpool en Angleterre, du 10 au 15 février 2009.

## Matches de groupe
- Pour chaque groupe, l'équipe classée à la première place est qualifiée pour les quarts de finale.

| Équipe   | J | V | D | MP | MC | +/- | Points |
| -------- | - | - | - | -- | -- | --- | ------ |
| Danemark | 3 | 3 | 0 | 14 | 1  | +13 | 3      |
| Irlande  | 3 | 2 | 1 | 6  | 9  | -3  | 2      |
| Espagne  | 3 | 1 | 2 | 7  | 8  | -1  | 1      |
| Slovénie | 3 | 0 | 3 | 3  | 12 | -9  | 0      |

| 11 février | Danemark | 4 | 1 | Espagne  |
| 11 février | Slovénie | 2 | 3 | Irlande  |
| 12 février | Danemark | 5 | 0 | Slovénie |
| 12 février | Espagne  | 2 | 3 | Irlande  |
| 12 février | Danemark | 5 | 0 | Irlande  |
| 12 février | Espagne  | 4 | 1 | Slovénie |

| Équipe   | J | V | D | MP | MC | +/- | Points |
| -------- | - | - | - | -- | -- | --- | ------ |
| France   | 3 | 3 | 0 | 13 | 2  | +11 | 3      |
| Suisse   | 3 | 2 | 1 | 9  | 6  | +3  | 2      |
| Portugal | 3 | 1 | 2 | 7  | 8  | -1  | 1      |
| Chypre   | 3 | 0 | 3 | 1  | 14 | -13 | 0      |

| 11 février | France | 5 | 0 | Chypre   |
| 11 février | Suisse | 3 | 2 | Portugal |
| 11 février | Suisse | 5 | 0 | Chypre   |
| 11 février | France | 4 | 1 | Portugal |
| 12 février | France | 4 | 1 | Suisse   |
| 12 février | Chypre | 1 | 4 | Portugal |

| Équipe    | J | V | D | MP | MC | +/- | Points |
| --------- | - | - | - | -- | -- | --- | ------ |
| Allemagne | 3 | 3 | 0 | 14 | 1  | +13 | 3      |
| Suède     | 3 | 2 | 1 | 9  | 6  | +3  | 2      |
| Estonie   | 3 | 1 | 2 | 6  | 9  | -3  | 1      |
| Slovaquie | 3 | 0 | 3 | 1  | 14 | -13 | 0      |

| 10 février | Allemagne | 5 | 0 | Slovaquie |
| 10 février | Estonie   | 2 | 3 | Suède     |
| 11 février | Allemagne | 5 | 0 | Estonie   |
| 11 février | Slovaquie | 0 | 5 | Suède     |
| 12 février | Slovaquie | 1 | 4 | Estonie   |
| 12 février | Allemagne | 4 | 1 | Suède     |

| Équipe      | J | V | D | MP | MC | +/- | Points |
| ----------- | - | - | - | -- | -- | --- | ------ |
| Russie      | 3 | 3 | 0 | 15 | 0  | +15 | 3      |
| Biélorussie | 3 | 2 | 1 | 10 | 5  | +5  | 2      |
| Lettonie    | 3 | 1 | 2 | 3  | 12 | -9  | 1      |
| Norvège     | 3 | 0 | 3 | 2  | 13 | -11 | 0      |

| 10 février | Norvège  | 0 | 5 | Biélorussie |
| 10 février | Russie   | 5 | 0 | Lettonie    |
| 11 février | Russie   | 5 | 0 | Norvège     |
| 11 février | Lettonie | 0 | 5 | Biélorussie |
| 12 février | Lettonie | 3 | 2 | Norvège     |
| 12 février | Russie   | 5 | 0 | Biélorussie |

| Équipe   | J | V | D | MP | MC | +/- | Points |
| -------- | - | - | - | -- | -- | --- | ------ |
| Pays-Bas | 3 | 3 | 0 | 14 | 1  | +13 | 3      |
| Belgique | 3 | 2 | 1 | 9  | 6  | +3  | 2      |
| Autriche | 3 | 1 | 2 | 5  | 10 | -5  | 1      |
| Israël   | 3 | 0 | 3 | 2  | 13 | -11 | 0      |

| 10 février | Pays-Bas | 5 | 0 | Autriche |
| 10 février | Israël   | 0 | 5 | Belgique |
| 11 février | Autriche | 1 | 4 | Belgique |
| 11 février | Pays-Bas | 4 | 1 | Israël   |
| 12 février | Pays-Bas | 5 | 0 | Belgique |
| 12 février | Autriche | 4 | 1 | Israël   |

| Équipe   | J | V | D | MP | MC | +/- | Points |
| -------- | - | - | - | -- | -- | --- | ------ |
| Pologne  | 3 | 3 | 0 | 12 | 3  | +9  | 3      |
| Bulgarie | 3 | 2 | 1 | 9  | 6  | +3  | 2      |
| Finlande | 3 | 1 | 2 | 7  | 8  | -1  | 1      |
| Lituanie | 3 | 0 | 3 | 2  | 13 | -11 | 0      |

| 10 février | Pologne  | 4 | 1 | Lituanie |
| 10 février | Finlande | 1 | 4 | Bulgarie |
| 11 février | Lituanie | 1 | 4 | Bulgarie |
| 11 février | Pologne  | 4 | 1 | Finlande |
| 12 février | Lituanie | 0 | 5 | Finlande |
| 12 février | Pologne  | 4 | 1 | Bulgarie |

| Équipe  | J | V | D | MP | MC | +/- | Points |
| ------- | - | - | - | -- | -- | --- | ------ |
| Ukraine | 3 | 3 | 0 | 14 | 1  | +13 | 3      |
| Islande | 3 | 2 | 1 | 7  | 8  | -1  | 2      |
| Italie  | 3 | 1 | 2 | 6  | 9  | -3  | 1      |
| Hongrie | 3 | 0 | 3 | 3  | 12 | -9  | 0      |

| 10 février | Ukraine | 5 | 0 | Italie  |
| 10 février | Hongrie | 2 | 3 | Islande |
| 11 février | Italie  | 2 | 3 | Islande |
| 11 février | Ukraine | 4 | 1 | Hongrie |
| 12 février | Italie  | 4 | 1 | Hongrie |
| 12 février | Ukraine | 4 | 1 | Islande |

| Équipe         | J | V | D | MP | MC | +/- | Points |
| -------------- | - | - | - | -- | -- | --- | ------ |
| Angleterre     | 3 | 3 | 0 | 14 | 1  | +13 | 3      |
| Écosse         | 3 | 2 | 1 | 9  | 6  | +3  | 2      |
| Tchéquie       | 3 | 1 | 2 | 4  | 11 | -7  | 1      |
| Pays de Galles | 3 | 0 | 3 | 3  | 12 | -9  | 0      |

| 10 février | Pays de Galles | 1 | 4 | Écosse         |
| 10 février | Angleterre     | 5 | 0 | Tchéquie       |
| 11 février | Tchéquie       | 1 | 4 | Écosse         |
| 11 février | Angleterre     | 5 | 0 | Pays de Galles |
| 12 février | Tchéquie       | 3 | 2 | Pays de Galles |
| 12 février | Angleterre     | 4 | 1 | Écosse         |

## Phase à élimination directe

### Tableau
|  | Quarts de finale | Quarts de finale |          |   | Demi-finales | Demi-finales |  |  | Finale     | Finale     |
|  | Quarts de finale | Quarts de finale |          |   | Demi-finales | Demi-finales |  |  | Finale     | Finale     |
|  |                  |                  |          |   |              |              |  |  |            |            |
|  | 13 février       | 13 février       |          |   | 14 février   | 14 février   |  |  | 15 février | 15 février |
|  | 13 février       | 13 février       |          |   | 14 février   | 14 février   |  |  | 15 février | 15 février |
|  | Danemark         | 3                |          |   | 14 février   | 14 février   |  |  | 15 février | 15 février |
|  | Danemark         | 3                |          |   | 14 février   | 14 février   |  |  | 15 février | 15 février |
|  | France           | 1                |          |   | 14 février   | 14 février   |  |  | 15 février | 15 février |
|  | France           | 1                | Danemark | 3 |              |              |  |  | 15 février | 15 février |
|  | 13 février       |                  | Danemark | 3 |              |              |  |  | 15 février | 15 février |
|  |                  | Russie           | 0        |   |              |              |  |  | 15 février | 15 février |
|  | Allemagne        | Russie           | 0        | 2 |              |              |  |  | 15 février | 15 février |
|  | Allemagne        |                  |          | 2 |              |              |  |  | 15 février | 15 février |
|  | Russie           | 3                |          |   |              |              |  |  | 15 février | 15 février |
|  | Russie           | 3                | Danemark | 3 |              |              |  |  |            |            |
|  | 13 février       |                  | Danemark | 3 |              |              |  |  |            |            |
|  |                  | Angleterre       | 2        |   |              |              |  |  |            |            |
|  | Pays-Bas         | Angleterre       | 2        | 1 |              |              |  |  |            |            |
|  | Pays-Bas         | 14 février       |          | 1 |              |              |  |  |            |            |
|  | Pologne          | 3                |          |   |              |              |  |  |            |            |
|  | Pologne          | 3                | Pologne  | 2 |              |              |  |  |            |            |
|  | 13 février       |                  | Pologne  | 2 |              |              |  |  |            |            |
|  |                  | Angleterre       | 3        |   |              |              |  |  |            |            |
|  | Ukraine          | Angleterre       | 3        | 1 |              |              |  |  |            |            |
|  | Ukraine          |                  |          | 1 |              |              |  |  |            |            |
|  | Angleterre       | 3                |          |   |              |              |  |  |            |            |
|  | Angleterre       | 3                |          |   |              |              |  |  |            |            |

### Quarts de finale
| | Danemark                          | 3                                             | -  | 1  | France |  |  |
| --- | --------------------------------- | --------------------------------------------- | -- | -- | ------ |  |  |
| Echo Arena, Liverpool, court n°3 |                                   |                                               |    |    |        |  |  |
| 13 février 2009 |                                   |                                               |    |    |        |  |  |
| \| 1 \| \| Jan Ø. Jørgensen \| 21 \| 21 \| \| \| \| \| 1 \| \| Brice Leverdez \| 13 \| 14 \| \| \| \| \| 2 \| \| Nanna Brosolat Jensen \| 9 \| 9 \| \| \| \| \| 2 \| \| Hongyan Pi \| 21 \| 21 \| \| \| \| \| 3 \| \| Mathias Boe / Carsten Mogensen \| 21 \| 21 \| \| \| \| \| 3 \| \| Baptiste Careme / Ronan Labar \| 16 \| 11 \| \| \| \| \| \| \| \| \| \| \| \| \| \| 4 \| \| Marie Røpke / Tine Rasmussen \| 21 \| 21 \| \| \| \| \| 4 \| \| Laura Choinet / Weny Rahmawati \| 12 \| 13 \| \| \| \| \| \| \| \| \| \| \| \| \| \| 5 \| \| Joachim Fischer Nielsen / Christinna Pedersen \| \| \| \| \| \| \| 5 \| Sylvian Grosjean / Barbara Matias \| \| \| \| \| \| \| \| \| \| \| \| \| \| \| \| |                                   |                                               |    |    |        |  |  |
| 1 |                                   | Jan Ø. Jørgensen                              | 21 | 21 |        |  |  |
| 1 |                                   | Brice Leverdez                                | 13 | 14 |        |  |  |
| 2 |                                   | Nanna Brosolat Jensen                         | 9  | 9  |        |  |  |
| 2 |                                   | Hongyan Pi                                    | 21 | 21 |        |  |  |
| 3 |                                   | Mathias Boe / Carsten Mogensen                | 21 | 21 |        |  |  |
| 3 |                                   | Baptiste Careme / Ronan Labar                 | 16 | 11 |        |  |  |
| |                                   |                                               |    |    |        |  |  |
| 4 |                                   | Marie Røpke / Tine Rasmussen                  | 21 | 21 |        |  |  |
| 4 |                                   | Laura Choinet / Weny Rahmawati                | 12 | 13 |        |  |  |
| |                                   |                                               |    |    |        |  |  |
| 5 |                                   | Joachim Fischer Nielsen / Christinna Pedersen |    |    |        |  |  |
| 5 | Sylvian Grosjean / Barbara Matias |                                               |    |    |        |  |  |
| |                                   |                                               |    |    |        |  |  |

| | Allemagne | 2                                       | -  | 3  | Russie |  |  |
| --- | --------- | --------------------------------------- | -- | -- | ------ |  |  |
| Echo Arena, Liverpool, court n°4 |           |                                         |    |    |        |  |  |
| 13 février 2009 |           |                                         |    |    |        |  |  |
| \| 1 \| \| Johannes Schöttler / Birgit Overzier \| 11 \| 13 \| \| \| \| \| 1 \| \| Alexander Nikolaenko / Valeria Sorokina \| 21 \| 21 \| \| \| \| \| 2 \| \| Marc Zwiebler \| 21 \| 21 \| \| \| \| \| 2 \| \| Vladimir Malkov \| 9 \| 13 \| \| \| \| \| 3 \| \| Juliane Schenk \| 21 \| 21 \| \| \| \| \| 3 \| \| Ella Diehl \| 14 \| 19 \| \| \| \| \| \| \| \| \| \| \| \| \| \| 4 \| \| Michael Fuchs / Ingo Kindervater \| 17 \| 19 \| \| \| \| \| 4 \| \| Alexander Nikolaenko / Vitaly Durkin \| 21 \| 21 \| \| \| \| \| \| \| \| \| \| \| \| \| \| 5 \| \| Xu Huaiwen / Birgit Overzier \| 10 \| 8 \| \| \| \| \| 5 \| \| Valeria Sorokina / Nina Vislova \| 21 \| 21 \| \| \| \| \| \| \| \| \| \| \| \| \| |           |                                         |    |    |        |  |  |
| 1 |           | Johannes Schöttler / Birgit Overzier    | 11 | 13 |        |  |  |
| 1 |           | Alexander Nikolaenko / Valeria Sorokina | 21 | 21 |        |  |  |
| 2 |           | Marc Zwiebler                           | 21 | 21 |        |  |  |
| 2 |           | Vladimir Malkov                         | 9  | 13 |        |  |  |
| 3 |           | Juliane Schenk                          | 21 | 21 |        |  |  |
| 3 |           | Ella Diehl                              | 14 | 19 |        |  |  |
| |           |                                         |    |    |        |  |  |
| 4 |           | Michael Fuchs / Ingo Kindervater        | 17 | 19 |        |  |  |
| 4 |           | Alexander Nikolaenko / Vitaly Durkin    | 21 | 21 |        |  |  |
| |           |                                         |    |    |        |  |  |
| 5 |           | Xu Huaiwen / Birgit Overzier            | 10 | 8  |        |  |  |
| 5 |           | Valeria Sorokina / Nina Vislova         | 21 | 21 |        |  |  |
| |           |                                         |    |    |        |  |  |

| | Pays-Bas                               | 1                                  | -  | 3  | Pologne |  |  |
| --- | -------------------------------------- | ---------------------------------- | -- | -- | ------- |  |  |
| Echo Arena, Liverpool, court n°2 |                                        |                                    |    |    |         |  |  |
| 13 février 2009 |                                        |                                    |    |    |         |  |  |
| \| 1 \| \| Jorrit de Ruiter / Ilse Vaesen \| 14 \| 9 \| \| \| \| \| 1 \| \| Robert Mateusiak / Kamila Augustyn \| 21 \| 21 \| \| \| \| \| 2 \| \| Eric Pang \| 15 \| 21 \| 13 \| \| \| \| 2 \| \| Przemyslaw Wacha \| 21 \| 10 \| 21 \| \| \| \| 3 \| \| Judith Meulendijks \| 21 \| 21 \| \| \| \| \| 3 \| \| Natalia Pocztowiak \| 9 \| 12 \| \| \| \| \| \| \| \| \| \| \| \| \| \| 4 \| \| Ruud Bosch / Koen Ridder \| 15 \| 12 \| \| \| \| \| 4 \| \| Michał Łogosz / Robert Mateusiak \| 21 \| 21 \| \| \| \| \| \| \| \| \| \| \| \| \| \| 5 \| \| Yao Jie / Judith Meulendijks \| \| \| \| \| \| \| 5 \| Kamila Augustyn / Malgorzata Kurdelska \| \| \| \| \| \| \| \| \| \| \| \| \| \| \| \| |                                        |                                    |    |    |         |  |  |
| 1 |                                        | Jorrit de Ruiter / Ilse Vaesen     | 14 | 9  |         |  |  |
| 1 |                                        | Robert Mateusiak / Kamila Augustyn | 21 | 21 |         |  |  |
| 2 |                                        | Eric Pang                          | 15 | 21 | 13      |  |  |
| 2 |                                        | Przemyslaw Wacha                   | 21 | 10 | 21      |  |  |
| 3 |                                        | Judith Meulendijks                 | 21 | 21 |         |  |  |
| 3 |                                        | Natalia Pocztowiak                 | 9  | 12 |         |  |  |
| |                                        |                                    |    |    |         |  |  |
| 4 |                                        | Ruud Bosch / Koen Ridder           | 15 | 12 |         |  |  |
| 4 |                                        | Michał Łogosz / Robert Mateusiak   | 21 | 21 |         |  |  |
| |                                        |                                    |    |    |         |  |  |
| 5 |                                        | Yao Jie / Judith Meulendijks       |    |    |         |  |  |
| 5 | Kamila Augustyn / Malgorzata Kurdelska |                                    |    |    |         |  |  |
| |                                        |                                    |    |    |         |  |  |

| | Ukraine                         | 1                                            | -  | 3  | Angleterre |  |  |
| --- | ------------------------------- | -------------------------------------------- | -- | -- | ---------- |  |  |
| Echo Arena, Liverpool, court n°1 |                                 |                                              |    |    |            |  |  |
| 13 février 2009 |                                 |                                              |    |    |            |  |  |
| \| 1 \| \| Valeriy Atrashchenkov / Elena Prus \| 9 \| 14 \| \| \| \| \| 1 \| \| Nathan Robertson / Jenny Wallwork \| 21 \| 21 \| \| \| \| \| 2 \| \| Dmytro Zavadsky \| 21 \| 15 \| 18 \| \| \| \| 2 \| \| Andrew Smith \| 17 \| 21 \| 21 \| \| \| \| 3 \| \| Larisa Griga \| 21 \| 21 \| \| \| \| \| 3 \| \| Elizabeth Cann \| 15 \| 19 \| \| \| \| \| \| \| \| \| \| \| \| \| \| 4 \| \| Valeriy Atrashchenkov / Vladislav Druzchenko \| 14 \| 12 \| \| \| \| \| 4 \| \| Chris Adcock / Robert Blair \| 21 \| 21 \| \| \| \| \| \| \| \| \| \| \| \| \| \| 5 \| \| Anna Kobceva / Elena Prus \| \| \| \| \| \| \| 5 \| Donna Kellogg / Gabrielle White \| \| \| \| \| \| \| \| \| \| \| \| \| \| \| \| |                                 |                                              |    |    |            |  |  |
| 1 |                                 | Valeriy Atrashchenkov / Elena Prus           | 9  | 14 |            |  |  |
| 1 |                                 | Nathan Robertson / Jenny Wallwork            | 21 | 21 |            |  |  |
| 2 |                                 | Dmytro Zavadsky                              | 21 | 15 | 18         |  |  |
| 2 |                                 | Andrew Smith                                 | 17 | 21 | 21         |  |  |
| 3 |                                 | Larisa Griga                                 | 21 | 21 |            |  |  |
| 3 |                                 | Elizabeth Cann                               | 15 | 19 |            |  |  |
| |                                 |                                              |    |    |            |  |  |
| 4 |                                 | Valeriy Atrashchenkov / Vladislav Druzchenko | 14 | 12 |            |  |  |
| 4 |                                 | Chris Adcock / Robert Blair                  | 21 | 21 |            |  |  |
| |                                 |                                              |    |    |            |  |  |
| 5 |                                 | Anna Kobceva / Elena Prus                    |    |    |            |  |  |
| 5 | Donna Kellogg / Gabrielle White |                                              |    |    |            |  |  |
| |                                 |                                              |    |    |            |  |  |

### Demi-finales
| | Danemark                             | 3                                     | -  | 0  | Russie |  |  |
| --- | ------------------------------------ | ------------------------------------- | -- | -- | ------ |  |  |
| Echo Arena, Liverpool, court n°1 |                                      |                                       |    |    |        |  |  |
| 14 février 2009 |                                      |                                       |    |    |        |  |  |
| \| 1 \| \| Thomas Laybourn / Kamilla Rytter Juhl \| 21 \| 21 \| \| \| \| \| 1 \| \| Vitaly Durkin / Nina Vislova \| 13 \| 16 \| \| \| \| \| 2 \| \| Joachim Persson \| 21 \| 21 \| \| \| \| \| 2 \| \| Ivan Sozonov \| 14 \| 12 \| \| \| \| \| 3 \| \| Tine Rasmussen \| 21 \| 21 \| \| \| \| \| 3 \| \| Ella Diehl \| 18 \| 7 \| \| \| \| \| \| \| \| \| \| \| \| \| \| 4 \| \| Mathias Boe / Carsten Mogensen \| \| \| \| \| \| \| 4 \| Alexander Nikolaenko / Vitaly Durkin \| \| \| \| \| \| \| \| \| \| \| \| \| \| \| \| \| 5 \| \| Marie Røpke / Kamilla Rytter Juhl \| \| \| \| \| \| \| 5 \| Valeria Sorokina / Nina Vislova \| \| \| \| \| \| \| \| \| \| \| \| \| \| \| \| |                                      |                                       |    |    |        |  |  |
| 1 |                                      | Thomas Laybourn / Kamilla Rytter Juhl | 21 | 21 |        |  |  |
| 1 |                                      | Vitaly Durkin / Nina Vislova          | 13 | 16 |        |  |  |
| 2 |                                      | Joachim Persson                       | 21 | 21 |        |  |  |
| 2 |                                      | Ivan Sozonov                          | 14 | 12 |        |  |  |
| 3 |                                      | Tine Rasmussen                        | 21 | 21 |        |  |  |
| 3 |                                      | Ella Diehl                            | 18 | 7  |        |  |  |
| |                                      |                                       |    |    |        |  |  |
| 4 |                                      | Mathias Boe / Carsten Mogensen        |    |    |        |  |  |
| 4 | Alexander Nikolaenko / Vitaly Durkin |                                       |    |    |        |  |  |
| |                                      |                                       |    |    |        |  |  |
| 5 |                                      | Marie Røpke / Kamilla Rytter Juhl     |    |    |        |  |  |
| 5 | Valeria Sorokina / Nina Vislova      |                                       |    |    |        |  |  |
| |                                      |                                       |    |    |        |  |  |

| | Pologne | 2                                  | -  | 3  | Angleterre |  |  |
| --- | ------- | ---------------------------------- | -- | -- | ---------- |  |  |
| Echo Arena, Liverpool, court n°1 |         |                                    |    |    |            |  |  |
| 14 février 2009 |         |                                    |    |    |            |  |  |
| \| 1 \| \| Michał Łogosz / Natalia Pocztowiak \| 15 \| 9 \| \| \| \| \| 1 \| \| Anthony Clark / Donna Kellogg \| 21 \| 21 \| \| \| \| \| 2 \| \| Przemyslaw Wacha \| 21 \| 22 \| \| \| \| \| 2 \| \| Andrew Smith \| 17 \| 20 \| \| \| \| \| 3 \| \| Kamila Augustyn \| 21 \| 4 \| 9 \| \| \| \| 3 \| \| Elizabeth Cann \| 11 \| 21 \| 21 \| \| \| \| \| \| \| \| \| \| \| \| \| 4 \| \| Michał Łogosz / Robert Mateusiak \| 21 \| 21 \| \| \| \| \| 4 \| \| Anthony Clark / Nathan Robertson \| 18 \| 12 \| \| \| \| \| \| \| \| \| \| \| \| \| \| 5 \| \| Kamila Augustyn \| 12 \| 21 \| 12 \| \| \| \| 5 \| \| Donna Kellogg \| 21 \| 17 \| 21 \| \| \| \| \| \| \| \| \| \| \| \| |         |                                    |    |    |            |  |  |
| 1 |         | Michał Łogosz / Natalia Pocztowiak | 15 | 9  |            |  |  |
| 1 |         | Anthony Clark / Donna Kellogg      | 21 | 21 |            |  |  |
| 2 |         | Przemyslaw Wacha                   | 21 | 22 |            |  |  |
| 2 |         | Andrew Smith                       | 17 | 20 |            |  |  |
| 3 |         | Kamila Augustyn                    | 21 | 4  | 9          |  |  |
| 3 |         | Elizabeth Cann                     | 11 | 21 | 21         |  |  |
| |         |                                    |    |    |            |  |  |
| 4 |         | Michał Łogosz / Robert Mateusiak   | 21 | 21 |            |  |  |
| 4 |         | Anthony Clark / Nathan Robertson   | 18 | 12 |            |  |  |
| |         |                                    |    |    |            |  |  |
| 5 |         | Kamila Augustyn                    | 12 | 21 | 12         |  |  |
| 5 |         | Donna Kellogg                      | 21 | 17 | 21         |  |  |
| |         |                                    |    |    |            |  |  |

### Finale
| | Danemark | 3                                             | -  | 2  | Angleterre |  |  |
| --- | -------- | --------------------------------------------- | -- | -- | ---------- |  |  |
| Echo Arena, Liverpool, court n°1 |          |                                               |    |    |            |  |  |
| 15 février 2009 |          |                                               |    |    |            |  |  |
| \| 1 \| \| Joachim Fischer Nielsen / Christinna Pedersen \| 10 \| 21 \| \| \| \| \| 1 \| \| Anthony Clark / Donna Kellogg \| 21 \| 23 \| \| \| \| \| 2 \| \| Joachim Persson \| 16 \| 19 \| \| \| \| \| 2 \| \| Andrew Smith \| 21 \| 21 \| \| \| \| \| 3 \| \| Tine Rasmussen \| 21 \| 21 \| \| \| \| \| 3 \| \| Elizabeth Cann \| 14 \| 10 \| \| \| \| \| \| \| \| \| \| \| \| \| \| 4 \| \| Mathias Boe / Carsten Mogensen \| 21 \| 16 \| 21 \| \| \| \| 4 \| \| Anthony Clark / Nathan Robertson \| 17 \| 21 \| 15 \| \| \| \| \| \| \| \| \| \| \| \| \| 5 \| \| Marie Røpke / Kamilla Rytter Juhl \| 21 \| 21 \| \| \| \| \| 5 \| \| Donna Kellogg / Jenny Wallwork \| 14 \| 15 \| \| \| \| \| \| \| \| \| \| \| \| \| |          |                                               |    |    |            |  |  |
| 1 |          | Joachim Fischer Nielsen / Christinna Pedersen | 10 | 21 |            |  |  |
| 1 |          | Anthony Clark / Donna Kellogg                 | 21 | 23 |            |  |  |
| 2 |          | Joachim Persson                               | 16 | 19 |            |  |  |
| 2 |          | Andrew Smith                                  | 21 | 21 |            |  |  |
| 3 |          | Tine Rasmussen                                | 21 | 21 |            |  |  |
| 3 |          | Elizabeth Cann                                | 14 | 10 |            |  |  |
| |          |                                               |    |    |            |  |  |
| 4 |          | Mathias Boe / Carsten Mogensen                | 21 | 16 | 21         |  |  |
| 4 |          | Anthony Clark / Nathan Robertson              | 17 | 21 | 15         |  |  |
| |          |                                               |    |    |            |  |  |
| 5 |          | Marie Røpke / Kamilla Rytter Juhl             | 21 | 21 |            |  |  |
| 5 |          | Donna Kellogg / Jenny Wallwork                | 14 | 15 |            |  |  |
| |          |                                               |    |    |            |  |  |